# 20 décembre 1973
Le jeudi 20 décembre 1973 est le 354e jour de l'année 1973.

## Naissances
- Antti Kasvio, nageur finnois
- Cory Stillman, joueur de hockey sur glace canadien
- Gabriele Dell'Otto, historien italien
- Jenny Boucek, joueur de basket-ball américain
- Maarja Kangro, écrivaine estonienne
- Meriem Beldi, chanteuse algérienne
- Nadège Noële Ango-Obiang, écrivaine gabonaise
- Pål Angelskår, musicien norvégien

## Décès
- Bobby Darin (né le 14 mai 1936), auteur-compositeur-interprète et acteur américain
- Dmitry Nikishov (né le 23 septembre 1898), général de l'Union soviétique
- Isis Kischka (né le 26 octobre 1908), peintre français
- Joe Cooley (né en 1924), musicien traditionnel irlandais
- Käthe von Nagy (née le 4 avril 1904), actrice d'origine hongroise
- Luis Carrero Blanco (né le 4 mars 1904), amiral et homme politique espagnol

## Événements
- Luis Carrero Blanco est assassiné à Madrid par l’ETA, et remplacé à la tête du gouvernement espagnol par Carlos Arias Navarro
- Sortie du film américain Papillon